# 京广中心
京广中心，位于北京市朝阳区呼家楼1号，地处北京商务中心区，由中國光大集團建造，是集酒店、写字楼、公寓于一体的多功能、综合性服务设施，也是當年中国内地第一座超高层建筑。

## 简介
京广中心位于东三环呼家楼十字路口西北角，是中外合资建设，集酒店、写字楼、公寓于一体的多功能、综合性服务设施。高208.7米，地上52层，楼顶塔楼2层，地下3层，总建筑面积14.5万平方米。京广大厦建成后很长时间，都是北京的地标，建筑高度排中国内地第一，亚洲第三。
1984年3月，全国“两会”期间，广东、深圳、珠海等地全国人大代表向北京市主要领导说，想拿广东省经济特区从北京挣的钱，在北京建设一座大型建筑，作为改革开放的窗口。该提议随即获得中共北京市委、北京市人民政府领导的支持。当时，整个中国内地都没有超高层建筑，不少人对该建设提出质疑，有人认为北京不需要建超高层建筑。邓小平、胡耀邦、赵紫阳、彭真、万里等中央领导得知要在北京建个超高层建筑，都很关心和支持，邓小平说：“我们可以搞一个，外国能搞，为什么中国不能搞？”
北京市随即组织专家小组到美国考察。最后大家一致认为要建一座多功能、综合性超高层建筑，集写字楼、公寓、商场、酒店、娱乐、银行于一体，当时这在国内没有、国际少见。建筑选址由北京市政府委托市政协秘书长单昭祥带领广东省代表围绕北京市四个城区（东城区、西城区、宣武区、崇文区）展开，定址为朝阳区呼家楼十字路口的西北角。因该项目是北京市和广东省合作，所以在意向书中定名“京广”，因当时政府批准的大项目多叫“中心”，乃正式定名“京广中心”。
起初京广中心定为内资项目，最初意向是北京市出土地、广东省出资金，双方各占50%股份。后来，广东省找到香港熊谷组，希望通过香港熊谷组在境外筹措资金。该项目由此变为外资项目，名称及股份比例不变。
京广中心店徽是中国工艺美术学院一位教师设计，由内外两个双圆组成，外部圆由三个扇形组成，扇形之间的间隔线和中心圆连接，扇形代表京广大厦扇形平面，中心圆代表京广中心，三个扇形代表北京市、广东省、香港三个投资方，也代表京广中心由写字楼、酒店、公寓三部分组成，大小相等的扇形围绕中心圆象征着公司成员在经营中平等、互利，扇形间隔线与中心圆连接寓意财富流向中心。
挂在京广中心外墙的牌匾“京廣中心”四字是香港设计者在一位香港书法家手书的基础上用电脑改成，为繁体字。根据中华人民共和国国家相关规定，企业牌匾不得使用繁体字，国家语言文字工作委员会为此多次找到京广中心，据说后来认为手写牌匾属于书法作品，可以使用繁体字牌匾。
1985年12月京广中心工程开工，1988年7月19日钢结构封顶，1990年6月全面竣工。京广中心由日本设计事务所主持设计，日本熊谷组建筑设计有限公司任建筑装修等项设计，北京市建筑设计院任设计顾问。设计理念源自扇形，玻璃幕墙分三段，灵感来自天坛祈年殿三重檐的投影，取幸福祥和的寓意。五层高的裙楼的大理石接缝横向嵌盖红色的压条，女儿墙用金黄色压顶，仿照中国传统建筑中的红墙黄瓦。大厦面向东南迎接朝阳，象征前景光明。
1990年6月18日，京广中心试营业。当时北京五星级酒店、公寓和写字楼还很少，京广中心接待了许多中外客人，公寓和写字楼出租很抢手。不少国外驻北京办事机构特别是大公司争相进驻写字楼，此后写字楼出租率长期保持在90%以上。首家入住的是日本东棉公司。京广中心食街的餐饮用品和厨房敞开式经营在北京也都很新颖，来此就餐者络绎不绝。
1990年7月3日，邓小平以普通百姓的身份来到京广中心，与夫人、3个女儿及外孙同乘一辆中型轿车抵达，乘公寓电梯到40层接待大厅，女儿邓榕和北京市常务副市长张百发扶他站在巨大的玻璃窗前远眺，当他看到楼下还有不少低矮平房时，关切地询问张百发何时能改造完，张百发表示将加快城市建设，早日改善市民居住条件。随后，邓小平与张百发谈了改革开放形势，提出光富裕不行，不能不警惕两极分化。此后邓小平来到儿童游戏室，小孙子正在这里玩，邓小平连连拍手称好。
1989年，香港新世界发展有限公司收购了熊谷组在京广中心所占的20.5%股份，这是“新世界发展”在北京的第一笔投资。京广中心的酒店也改为北京京廣新世界酒店，这里成为郑裕彤家族在北京落脚处，常年固定使用位于23层的总统套房，2014年翻新为北京瑰丽酒店。